# Bougy-lez-Neuville

Bougy-lez-Neuville este o comună în departamentul Loiret din centrul Franței. În 1 ianuarie 2022 avea o populație de 156 de locuitori.